# 非洲岩鼠
非洲岩鼠（学名：Petromus typicus）是岩鼠科（Petromuridae）下唯一的一种，分布于南部非洲的干旱和半干旱地区。目前确认有14个亚种。

## 外部連結
- Animal Diversity Web site about dassie rats （页面存档备份，存于）
- The Dassie Rat, Focusing On Wildlife （页面存档备份，存于）